# Жуль Бастід
Жуль Бастід (фр. Jules Bastide; 21 листопада 1800 — 2 березня 1879) — французький публіцист і історик.
Відвідував колегію Генріха IV, потім присвятив себе юриспруденції. Як учасник заворушень 5 червня 1820 року поранений у сутичці з військами, був поміщений у в'язницю і в 1821 році приєднався до карбонаріїв, беручи діяльну участь у всіх змовах проти Реставрації. Як капітан артилерії був залучений і до грудневого заворушення 1830 р.
Він належав до таємного товариства, ватажком якого був Буонаротті. Громада доручила Бастіду організувати республіканську партію на півдні Франції, і він на початку 1832 р. відбув з цією метою до Ліона і Гренобля. Хоча він піддавався арешту і суду як агітатор і республіканець, але в кінці травня був звільнений, а 5 червня того ж року брав видатну участь у заворушеннях, що відбулися в Парижі під час поховання генерала Ламарка. Бастід був засуджений до смертної кари, але встиг втекти до Англії, де прожив два роки.
Публіцистична діяльність Бастіда полягала в участі його в журналі «National» і в виданні власного, вельми яскравого радикального забарвлення, журналу «Revue nationale». Після Лютневої революції 1848 року був делегатом міністерства закордонних справ, потім генеральним секретарем того ж міністерства, був також членом установчих зборів, а з 11 травня по 29 червня і з 17 липня 1848 по 20 грудня 1848 року — міністром закордонних справ (в перерві — морським міністром), але на цих посадах відіграв досить незначну роль.